# راؤول زامبرانو
راؤول زامبرانو (بالإسبانية: Raúl Zambrano)‏ هو عازف الغيتار الكلاسيكي وعازف قيثارة مكسيكي، ولد في 6 نوفمبر 1969.